# Boucles de l'Aulne 2013
La 57e édition des Boucles de l'Aulne a eu le 26 mai 2013. La course fait partie du calendrier UCI Europe Tour 2013 en catégorie 1.1.

## Présentation

### Équipes
Classé en catégorie 1.1 de l'UCI Europe Tour, les Boucles de l'Aulne sont par conséquentes ouvertes aux UCI ProTeams dans la limite de 50 % des équipes participantes, aux équipes continentales professionnelles, aux équipes continentales et aux équipes nationales.
| Nom de l'équipe  | Pays     | Code |
| ---------------- | -------- | ---- |
| AG2R La Mondiale | France   | ALM  |
| FDJ              | France   | FDJ  |
| Vacansoleil-DCM  | Pays-Bas | VCD  |

| Nom de l'équipe         | Pays       | Code |
| ----------------------- | ---------- | ---- |
| BigMat-Auber 93         | France     | BIG  |
| Differdange-Losch       | Luxembourg | CCD  |
| La Pomme Marseille      | France     | LPM  |
| Rabobank Development    | Pays-Bas   | RB3  |
| Roubaix Lille Métropole | France     | RLM  |
| Verandas Willems        | Belgique   | WIL  |

| Nom de l'équipe              | Pays     | Code |
| ---------------------------- | -------- | ---- |
| Bretagne-Séché Environnement | France   | BSE  |
| Caja Rural-Seguros RGA       | Espagne  | CJR  |
| Cofidis                      | France   | COF  |
| Crelan-Euphony               | Belgique | CRE  |
| Europcar                     | France   | EUC  |
| IAM                          | Suisse   | IAM  |
| Sojasun                      | France   | SOJ  |

## Classement final
|    | Coureur            | Équipe                       |    | Temps           |
| -- | ------------------ | ---------------------------- | -- | --------------- |
| 1  | Matthieu Ladagnous | FDJ                          | en | 3 h 57 min 01 s |
| 2  | Yannick Martinez   | La Pomme Marseille           | +  | 2 s             |
| 3  | Armindo Fonseca    | Bretagne-Séché Environnement |    | 2 s             |
| 4  | Julien Fouchard    | Cofidis                      |    | 2 s             |
| 5  | Bryan Coquard      | Europcar                     |    | 2 s             |
| 6  | Rémi Pauriol       | Sojasun                      |    | 2 s             |
| 7  | Kenny Elissonde    | FDJ                          |    | 2 s             |
| 8  | Emiel Dolfsma      | Rabobank Development         |    | 2 s             |
| 9  | Erwann Corbel      | Bretagne-Séché Environnement |    | 2 s             |
| 10 | Guillaume Levarlet | Cofidis                      |    | 2 s             |